# Jenny Colgan
Pour les articles homonymes, voir Colgan.
Jenny Colgan, née Jennifer Colgan le 14 septembre 1972 à Prestwick, en Écosse, est une romancière britannique, autrice de comédies romantiques telles que Le Mariage d'Amanda (2000), Recherche Andy désespérément (2001) et plus récemment The Good,the Bad and the Dumped (2010). 

## Biographie
Jenny Colgan a fait ses études à l'université d'Edimbourg (Ecosse) et a travaillé six ans dans un service de santé. En parallèle, elle a aussi été dessinatrice de comics.
Elle est mariée à Andrew, ingénieur de la marine, et a trois enfants: Wallace, Michael-Francis et Delphie.
En 2000, elle publie sa première oeuvre, une comédie romantique: Le mariage d'Amanda. En 2013 son roman Welcome to Rosie Hopkins' Sweetshop of dreams remporte le prix du "Roman romantique de l'année" (Romantic Novel of the Year Award) décerné par l'association des romanciers romantiques.
En juillet 2012, elle publie son roman Dark Horizons (basé sur l'univers de la série Doctor Who) sous le pseudonyme J.T. Colgan.

## Œuvres

### SérieAu bord de l'eau
1. Une saison au bord de l'eau, Prisma, 2018 ((en) The summer seaside kitchen, 2017)
2. Une rencontre au bord de l'eau, Prisma, 2019 ((en) The endless beach, 2018)
3. Noël au bord de l'eau, Prisma, 2020 ((en) An Island Christmas, 2019)
4. L'hôtel du bord de l'eau sous la neige, Prisma, 2021 ((en) Christmas at the island hotel, 2020)
5. Un mariage au bord de l'eau, Prisma, 2023 ((en) An island wedding, 2022)

### SérieLa Charmante Librairie
1. La Charmante librairie des jours heureux, Prisma, 2020 ((en) The Little Shop of Happy Ever After, 2016)
2. La Charmante librairie des flots tranquilles, Prisma, 2021 ((en) The Bookshop on the shore, 2019)
3. La Charmante librairie des amours lointaines, Prisma, 2022 ((en) 500 miles from you, 2020)
4. Noël à la charmante librairie, Prisma, 2022 ((en) The Christmas Bookshop, 2021)
5. Minuit à la charmante librairie, Charleston, 2024 ((en) Midnight at the Christmas Bookshop, 2023)

### SérieLa Petite Boulangerie
1. La Petite Boulangerie du bout du monde, Prisma, 2015 ((en) The Little Beach Street Bakery, 2014)
2. Une saison à la petite boulangerie, Prisma, 2016 ((en) Summer at little Beach Street Bakery, 2015)
3. Noël à la petite boulangerie, Prisma, 2017 ((en) Christmas at Little Beach Street Bakery, 2016)
4. (en) Sunrise by the sea, 2022

### SérieCupcake Café
1. Rendez-vous au Cupcake Café, Prisma, 2017 ((en) Meet me at the Cupcake Café, 2011)
2. Le Cupcake Café sous la neige, Prisma, 2019 ((en) Christmas at the Cupcake Café, 2012)

### SérieRosie Hopkins' Sweet Shop
1. La confiserie de Rosie, Editions Prisma, 2023 (Welcome to Rosie Hopkins' Sweet Shop of Dreams, 2012), 456 p.  (ISBN 9782810438013)
2. Noël à la confiserie de Rosie, Editions Prisma, 2023 (Christmas at Rosie Hopkins’ Sweet Shop, 2013), trad. Laure Motet, 379 p.  (ISBN 9782810438945)
3. The Christmas Surprise, 2015

### UniversDoctor Who
- (en) Dark Horizons, 2012Sous le nom de J. T. Colgan.

### SérieMaggie, a Teacher In Turmoil
Cette série est écrite sous le pseudonyme Jane Beaton.
1. (en) Class, 2008
2. (en) Rules, 2010

### Romans indépendants
- Le Mariage d'Amanda, Florent Massot, 2000 ((en) Amanda's Wedding, 2000)
- Recherche Andy désespérément, Florent Massot, 2003 ((en) Looking for Andrew McCarthy, 2001)
- Le Colocataire, Florent Massot, 2001 ((en) Talking to Addison, 2001)
- (en) Working Wonders, 2003
- (en) Do You Remember the First Time?, 2004
- (en) Sixteen Again, 2004
- (en) The Boy I Loved Before, 2005
- (en) Where Have All the Boys Gone?, 2005
- (en) West End Girls, 2006
- (en) Operation Sunshine, 2007
- (en) Diamonds Are A Girls Best Friend, 2008
- (en) The Good, the Bad and the Dumped, 2010
- (en) The Loveliest Chocolate Shop In Paris, 2013
- Toute résistance serait futile, Milady, 2016 ((en) Resistance is Futile, 2015)